# Alexandre Thibaut
Anne Alexandre Marie Thibault (8. září 1747, Ervy-le-Châtel – 26. února 1813, Paříž) byl francouzský kněz a poslanec, který prosazoval občanskou ústavu duchovenstva.

## Životopis
Poté, co získal bakalářský titul z teologie na pařížské fakultě, stal se farářem u sv. Kláry v Souppes-sur-Loing. V roce 1989 byl zvolen zástupcem duchovenstva senešalství Nemours do generálních stavů.
Ještě před svoláním generálních stavů králem adresoval Neckerovi jménem kněží diecéze Sens dopis s prosbou o zastoupení nižšího kléru.
Měl blízko k zástupcům třetího stavu. Na Davidově obrazu Přísaha v míčovně je zobrazen, jak se objímá se zástupcem třetího stavu Reubella.
Sám mezi zvolenými duchovními budoucího departementu Seine-et-Marne složil přísahu na civilní ústavu duchovenstva a byl zvolen konstitučním biskupem diecéze Cantal a vysvěcen v Paříži 3. dubna 1791. Rezignoval v roce 1793.
Do roku 1797 byl členem Rady pěti set. Po tomto datu se stal správcem potravní daně v Paříži. Departement Loir-et-Cher ho v roce 1799 znovu zvolil do Rady pěti set. Podporoval Brumairový převrat a byl jmenován členem Tribunátu. Pro své názory se znelíbil prvnímu konzulovi a byl nucen rezignovat.
Zemřel v Paříži dne 26. února 1813.